# 岩見沢レールセンター
岩見沢レールセンター（いわみざわレールセンター）は、北海道岩見沢市にある北海道旅客鉄道（JR北海道）の工場である。

## 概要
岩見沢駅北口を出てすぐの場所に位置する。道内各地のJR路線で使用されるレールの加工を一手に行っており、青函トンネルの全長52kmに渡るロングレールの製造にも携わっている。
事務所は旧北海道炭礦鉄道の岩見沢工場材修場を使用しており、近代化産業遺産の認定および準鉄道記念物の指定を受けているほか、日本建築学会も建築学的に希少性の高い建物として認定している。また、内部の補強材には古いレールが使用されており、その中には北海道最古である1876年（明治9年）のベスレヘム社（アメリカ）製レールも含まれている。
岩見沢工場材修場は1892年（明治25年）の北海道炭礦鉄道（現・JR室蘭本線）開通後、車両製造と修理のために建築された施設である。ファサード頭頂部に掲げられている五稜星のマークは旧北海道炭礦鉄道の社章であり、現存するものはこれが唯一だと言われる。長い間に渡って建設時期が不詳となっていたが近年ようやく資料が発見され、1898年9月着工・翌1899年8月に完成した建物である事が明らかとなった。
歴史的価値の高い建物ではあるが、現在も業務に使用されているため通常は外観しか見学できない。一般開放も不定期かつ非常に稀である。

## 沿革
- 1899年8月（明治32年）8月 - 北海道炭礦鉄道岩見沢工場材修場として設立。
- 1910年（明治43年）1月21日 - 木工場より出火。損害額17,476円[3]。
- 2007年（平成19年）11月30日 - 事務所が近代化産業遺産「近代化産業遺産群33（北海道石炭）」に認定される。
- 2010年（平成22年） - 事務所が準鉄道記念物に指定される。